# Casa do Barão de Caetité
A Casa do Barão de Caetité é uma edificação localizada em Caetité, município do estado brasileiro da Bahia. Foi tombada pelo Instituto do Patrimônio Artístico e Cultural da Bahia (IPAC) em 1981 (processo 003/81).

## História
Nos fins do século XVIII, fugindo das perseguições que se desencadearam após a Conspiração Mineira, chegou a Caetité, proveniente do Arraial do Tijuco (Diamantina), a família Gomes de Azevedo. Parte dessa família instalou-se no antigo Arraial do Gentio (atual distrito de Ceraíma, em Guanambi, Bahia); posteriormente, um ramo se mudou para Caetité e, após alguns anos, construiu a casa, onde se instalou, nas primeiras décadas do século XIX.  Ali viveu José Antônio Gomes, o Bota, avô do Barão de Caetité, José Antônio Gomes Neto.
Durante o período em que o Barão de Caetité viveu na residência, nela construiu um oratório, cujos documentos de 1833 constam no arquivo pessoal da família. Após seu falecimento, em 1890, e, quatro anos depois, de sua esposa Elvira Benedicta de Albuquerque, a casa foi herdada por suas filhas (Maria Vitória de Albuquerque Gomes, casada com Joaquim Manoel Rodrigues Lima; Rita Sofia, casada com Antônio Rodrigues Lima; e Sofia, casada com Antônio Rodrigues Ladeia), passando a ser habitada por Maria Vitória e Joaquim Manoel. Ao longo dos anos, o imóvel passou de geração em geração, sendo transferido ao filho do casal, Joaquim Manoel Rodrigues Lima Jr., casado com Alzira Spínola Teixeira Rodrigues Lima, cujo filho, Benjamim Teixeira Rodrigues Lima, casado com Adelaide Borges Rodrigues Lima,  e também o neto, Haroldo Borges Rodrigues Lima (trineto do Barão de Caetité) também chegou a residir na casa, juntamente com seus pais.
O casarão está inscrito no Livro do Tombamento dos Bens Imóveis, tendo sido tombado pelo IPAC, em 1981, conforme Decreto nº 28.398/1981.

## Acervo familiar
São cerca de treze mil documentos do período entre o século XVIII e XX que estavam em posse da família e foram doados ao Arquivo Público Municipal do Caetité. Entre os documentos estão cartas trocadas entre o Barão de Caetité com Antônio Luís Afonso de Carvalho, à época Presidente da Província do Paraná; carta ao Presidente da Província da Bahia, comemorando o triunfo na Guerra do Paraguai; cartas familiares, sobre temas do cotidiano e atividades rotineiras de seu sobrinho José Antônio Rodrigues Lima, o Cazuzinha, que negociava diamantes, e de seu avô, José Antônio Gomes. Também constam entre os documentos, registros da firma Zeferino José de Carvalho e Cia., sobre valores a pagar e a receber em nome do pai do Barão de Caetité (também chamado José Antônio Gomes). É também por meio desses documentos que se soube que a família teve autorização para realizar a Santa Missa aos domingos e dias santificados, no oratório doméstico construído em 1833.
Entre os documentos da época em que o futuro barão (então com vinte e quatro anos) volta de Pernambuco para morar em Caetité, estão notas de compras de objetos, tais como jogos de colheres de sopa e de chá, garrafas de vinho, penas de escrever, tesourinha fina, entre outros, provavelmente destinados a atender aos novos hábitos adquiridos pelo jovem retornado, enquanto vivera em Olinda.